# Agrostis trachychlaena
Agrostis trachychlaena é uma espécie de gramínea do gênero Agrostis, pertencente à família Poaceae.